# Aniela Nikiel
Aniela Katarzyna Nikiel-Głogosz (ur. 1 listopada 1965 w Bielsku-Białej) – polska lekkoatletka, która uprawiała biegi na długich dystansach.

## Kariera
Zawodniczka Beskidu Bielsko-Biała, Górnika Brzeszcze, Piasta Cieszyn i Sprintu Bielsko-Biała. Olimpijka z Atlanty (1996). 7-krotna mistrzyni kraju w biegu na 3000 m (1992, 1994), 10 000 m (1994), półmaratonie (1995), maratonie (1994, 1997) i biegu przełajowym (1994). Rekordy życiowe: 10 000 m – 33.25.41 (1996), półmaraton – 1:10.04 (1997), maraton – 2:29.19 (1995). Wygrała biegi maratońskie w Warszawie (1992), Maraton Toruński (1994, rekordzistka trasy) i Reims (1995).
Żona biegacza Grzegorza Głogosza.